# چیرالار (آردانوچ)
چیرالار (به ترکی استانبولی: Çıralar) یک منطقهٔ مسکونی در ترکیه است که در آردانوچ واقع شده‌است. چیرالار ۱۲ نفر جمعیت دارد.